# AB Pictoris b
AB Pictoris b è un pianeta extrasolare appartenente al sistema di AB Pictoris, una stella nana arancione della costellazione del Pittore, distante circa 163 anni luce dal sistema solare.

## Storia
Il pianeta è stato fotografato direttamente nel 2005 grazie al lavoro di un équipe dello European Southern Observatory guidata dall'astronomo Gael Chauvin.

## Dati fisici
La massa di AB Pictoris b eccede probabilmente le 13 masse gioviane, e questo lo rende un potenziale candidato al titolo di nana bruna. La sua classificazione stellare è compresa fra L0 e L4. Molti parametri non sono conosciuti, dalla distanza angolare si può solamente ricavare una probabile distanza dalla stella di circa 275 UA.